# Svatopluk Čech
Pour les articles homonymes, voir Čech (homonymie).
Svatopluk Čech est un poète et prosateur tchèque né le 21 février 1846 à Ostředek et mort le 23 février 1908 à Prague.